# Zalina Rolim
Maria Zalina Rolim Xavier de Toledo (Botucatu, 20 de Julho de 1869 - São Paulo, 24 de Junho de 1961) foi uma  poetisa e educadora brasileira.  

## Biografia
Sua influência na educação foi de João Köpke. Com ele desde criança aprendeu inglês, francês e italiano e em 1897, começou a ser inspetora do Jardim de Infância anexo à Escola Norma de Caetano de Campos, em São Paulo. Foi educadora, poeta e escritora, além de colaborar com revistas e jornais  da capital paulista. Em sua época de educadora, fez adaptações versificada de jogos cantados, traduzidos do alemão por Rosina Soares, fez também várias adaptações, traduções e produções originais para a Revista do Jardim de Infância, tendo assim grande relevância na pedagogia e literatura.
Actualmente, existe uma escola estadual em seu nome, do qual a mesma fundou essa escola e fica localizada na vila Aricanduva.

## Obras Escolares
- O coração (1893)
- Livro das Crianças (1897)
- Livro da saudade (organizado nesta data para publicação póstuma) (1903)

## Revistas
- Jardim Da Infância
- Eco das Damas